# Pomadasys olivaceus
Pomadasys olivaceus es una especie de peces de la familia Haemulidae en el orden de los Perciformes.

## Morfología
• Los machos pueden llegar alcanzar los 55 cm de longitud total.

## Distribución geográfica
Se encuentra desde el África Oriental y Madagascar hasta Arabia, India y Malasia. También en Namibia.